# Прапор Ено
Прапор бельгійської провінції Ено  являє собою полотно жовтого кольору із чотирма полями кожне з яких містить лева. Ці леви чорні та червоні. Провінція Ено не має офіційного прапора, але використовує прапор, створений на основі герба, який, служить «прапором Ено».

## Дизайн
Прапор Ено складається з чотирьох чвертей, на кожній зображений лев. Вгорі ліворуч і внизу праворуч лев чорний, вгорі праворуч і внизу ліворуч лев червоний. Леви походять з герба Ено. Леви взяті з прапора Фландрії.
Прапор використовується у співвідношеннях сторін 1:1 (квадрат) і 2:3.

## Відхилений дизайн прапора
30 жовтня 2001 року Леон Ніссен представив провінційній владі прапор провінції Ено. Дизайн прапора є перетворенням провінційного герба. Пропорції 2:3; ліва половина прапора – це три вертикальні смуги жовто-чорно-червоного кольору, а права половина прапора – горизонтальні смуги жовто-червоно-синього кольору. 6 грудня 2001 року губернатор Мішель Тромон повідомив Леону Ніссену, що постійна депутація Ради провінції відхилила пропозицію під час засідання 15 листопада 2001 року та вирішила залишити герб як неофіційний прапор Ено. 

Загальний прапор Ено (1:1)
Загальний прапор Ено (2:3)
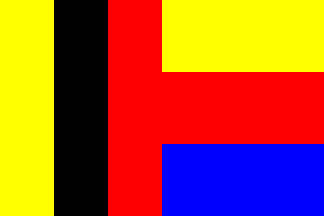
Відхилений дизайн прапора
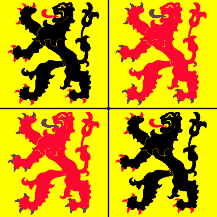
Старий неофіційний гербовий банер
Прапор губернатора Ено
Прапор Фландрії
Прапор Ено при Балдуїні V (1:1)
Прапор Ено за Балдуїна V (2:3)